# ساندرا ناب
ساندرا ناب (بالإنجليزية: Sandra Knapp)‏ (و. 1956 – م) هي عالمة نبات 